# Antonov križ
Antonov križ, tudi križ tau oziroma križ tav in Frančiškov križ je križ v obliki grške oziroma hebrejske črke tav, T.
Antonov križ se imenuje po svetem Antonu Puščavniku, sicer pa ima  poseben pomen v Svetem pismu, v zgodovini umetnosti pa dolgo tradicijo. Križ tav se v krščanstvu pojavi že na samem začetku. Najstarejši spisi, ki govorijo o križu, na katerem je umrl Jezus, ga opisujejo v obliki črke T oziroma kot sestavljenega iz pokončnega in prečnega tramu z majhnim količem na vrhu. Papež Inocenc III. je Antonov križ na četrtem lateranskem koncilu leta 1215 vpeljal kot znak pokore. 
Danes se T-križ najpogosteje pojavlja v zvezi s svetim Frančiškom Asiškim, ki ga je svojim bratom predpisal kot redovno oblačilo (habit). Pri iztegu rok se tako oblačilo oblikuje v križ. Človek, ki ga nosi, s tem postane živo razpelo. Sveti Frančišek naj bi svoje brate s to podobo pogosto spominjal na njihovo nalogo.
Frančišek je ta znak tudi sicer pogosto uporabljal. Risal ga je na hiše, zidove in drevesa. Z njim je blagoslavljal domove in podpisoval pisma. Pomenil mu je simbol izbranega od Boga, kot je opisano v 9. poglavju knjige preroka Ezekiela (Ezk 9).
V drugih starih kulturah, ki so uporabljale ta znak, je predstavljal življenje, ponovno vstajenje, reinkarnacijo in krvno žrtvovanje. Danes so tovrstni križi redki, ostalo jih le še nekaj, npr. na otoku Tory v okrožju Donegal, Irska.